# Aïn Taghrout
Aïn Taghrout è un comune dell'Algeria, situato nella provincia di Bordj Bou Arreridj.